# JetSMART Argentina
JetSMART Argentina es una aerolínea de bajo costo que opera en Argentina y es propiedad de la compañía aérea chilena JetSMART, que es a su vez propiedad de la compañía estadounidense Indigo Partners. Se dedica a vuelos de cabotaje y regionales, transportando pasajeros, carga y correo. Actualmente opera con catorce aeronaves Airbus. 

## Historia
A mediados del año 2018, JetSMART concretó la compra de Alas del Sur, una aerolínea argentina que nunca llegó a operar pero que sí contaba con permisos para realizar vuelos tanto de cabotaje como internacionales en Argentina. El lunes 23 de julio, el nombre legal de la aerolínea pasó a ser JetSMART Airlines S.A. Su primer avión fue el A320-232 matrícula LV-HEK (librea de Huemul), y su primer vuelo tuvo lugar el 10 de abril de 2019 entre el Aeropuerto El Palomar y el Aeropuerto Internacional de Mendoza.

## Destinos
JetSMART Argentina actualmente opera a 14 destinos nacionales y 6 destinos internacionales:
| Ciudad                                                                         | Código de aeropuerto                                                           | Código de aeropuerto                                                           | Nombre del aeropuerto                                                          | Aeropuertos de partida | Aeropuertos de partida | Aeropuertos de partida |
| Ciudad                                                                         | IATA                                                                           | ICAO                                                                           | Nombre del aeropuerto                                                          | AEP                    | EZE                    | Otros                  |
| ------------------------------------------------------------------------------ | ------------------------------------------------------------------------------ | ------------------------------------------------------------------------------ | ------------------------------------------------------------------------------ | ---------------------- | ---------------------- | ---------------------- |
| Argentina (14 destinos)                                                        | Argentina (14 destinos)                                                        | Argentina (14 destinos)                                                        | Argentina (14 destinos)                                                        | 12                     | 2                      | 5                      |
| Buenos Aires                                                                   | AEP                                                                            | SABE                                                                           | Aeroparque Jorge Newbery                                                       |                        |                        | -                      |
| Córdoba                                                                        | COR                                                                            | SACO                                                                           | Aeropuerto Internacional Ingeniero Ambrosio Taravella                          | ●                      |                        | BRC, SLA               |
| El Calafate                                                                    | FTE                                                                            | SAWC                                                                           | Aeropuerto Internacional Comandante Armando Tola                               | ●                      |                        |                        |
| Gran Buenos Aires                                                              | EZE                                                                            | SAEZ                                                                           | Aeropuerto Internacional Ministro Pistarini                                    |                        |                        | -                      |
| Mendoza                                                                        | MDZ                                                                            | SAME                                                                           | Aeropuerto Internacional Gobernador Francisco Gabrielli                        | ●                      |                        | BRC, SLA               |
| Neuquén                                                                        | NQN                                                                            | SAZN                                                                           | Aeropuerto Internacional Presidente Perón                                      | ●                      |                        | SLA                    |
| Puerto Iguazú                                                                  | IGR                                                                            | SARI                                                                           | Aeropuerto Internacional de Puerto Iguazú                                      | ●                      | ●                      |                        |
| Salta                                                                          | SLA                                                                            | SASA                                                                           | Aeropuerto Internacional de Salta Martín Miguel de Güemes                      | ●                      |                        | COR, MDZ, NQN          |
| San Carlos de Bariloche                                                        | BRC                                                                            | SAZS                                                                           | Aeropuerto Internacional Teniente Luis Candelaria                              | ●                      | ●                      | COR, MDZ               |
| San Miguel de Tucumán                                                          | TUC                                                                            | SANT                                                                           | Aeropuerto Internacional Teniente Benjamín Matienzo                            | ●                      |                        |                        |
| San Salvador de Jujuy                                                          | JUJ                                                                            | SASJ                                                                           | Aeropuerto Internacional Gobernador Horacio Guzmán                             | ●                      |                        |                        |
| Ushuaia                                                                        | USH                                                                            | SAWH                                                                           | Aeropuerto Internacional Malvinas Argentinas                                   | ●                      |                        |                        |
| Chile (1 destino)                                                              |                                                                                |                                                                                |                                                                                |                        |                        |                        |
| Santiago de Chile                                                              | SCL                                                                            | SCEL                                                                           | Aeropuerto Internacional Arturo Merino Benítez                                 | ●                      | ●                      |                        |
| Brasil (2 destinos)                                                            |                                                                                |                                                                                |                                                                                |                        |                        |                        |
| Florianópolis                                                                  | FLN                                                                            | SBFL                                                                           | Aeropuerto Internacional Hercílio Luz                                          | ●                      | ●                      |                        |
| Río de Janeiro                                                                 | GIG                                                                            | SBGL                                                                           | Aeropuerto Internacional de Galeão                                             | ●                      | ●                      |                        |
| Paraguay (1 destino)                                                           |                                                                                |                                                                                |                                                                                |                        |                        |                        |
| Asunción                                                                       | ASU                                                                            | SGAS                                                                           | Aeropuerto Internacional Silvio Pettirossi                                     | ●                      |                        |                        |
| Perú (1 destino)                                                               |                                                                                |                                                                                |                                                                                |                        |                        |                        |
| Lima                                                                           | LIM                                                                            | SPJC                                                                           | Aeropuerto Internacional Jorge Chávez                                          | ●                      |                        |                        |
| Total: 20 destinos (6 internacionales), 25 rutas (7 internacionales), 5 países | Total: 20 destinos (6 internacionales), 25 rutas (7 internacionales), 5 países | Total: 20 destinos (6 internacionales), 25 rutas (7 internacionales), 5 países | Total: 20 destinos (6 internacionales), 25 rutas (7 internacionales), 5 países | 15                     | 7                      | 6                      |

## Flota
La flota de JetSMART Argentina está compuesta por las siguientes aeronaves Airbus:
| Aeronaves       | En servicio | Pedidos | Pasajeros (clase única) | Matrícula                                          | Nombre                                             | Antigüedad                                         |
| --------------- | ----------- | ------- | ----------------------- | -------------------------------------------------- | -------------------------------------------------- | -------------------------------------------------- |
| Airbus A320-200 | 10          | —       | 186                     | LV-KJA                                             | «Martín pescador»                                  | 8,6 años                                           |
| Airbus A320-200 | 10          | —       | 186                     | CC-AWA                                             | «Halcón peregrino austral»                         | 8,4 años                                           |
| Airbus A320-200 | 10          | —       | 186                     | LV-KFX                                             | «Cóndor andino»                                    | 7,7 años                                           |
| Airbus A320-200 | 10          | —       | 186                     | CC-AWE                                             | «Gaviota austral»                                  | 7,7 años                                           |
| Airbus A320-200 | 10          | —       | 186                     | LV-KDP                                             | «Puma concolor»                                    | 6,8 años                                           |
| Airbus A320-200 | 10          | —       | 186                     | LV-HVT                                             | «Jaguar»                                           | 6,8 años                                           |
| Airbus A320-200 | 10          | —       | 186                     | LV-JQE                                             | «Pingüino rey»                                     | 6,8 años                                           |
| Airbus A320-200 | 10          | —       | 186                     | LV-HEK                                             | «Huemul»                                           | 6,7 años                                           |
| Airbus A320-200 | 10          | —       | 186                     | LV-IVN                                             | «Zorro culpeo»                                     | 6,5 años                                           |
| Airbus A320-200 | 10          | —       | 186                     | LV-IVO                                             | «Cardenal»                                         | 5,8 años                                           |
| Airbus A321neo  | 4           | —       | 240                     | CC-AWW                                             | «Delfín mular»                                     | 2,5 años                                           |
| Airbus A321neo  | 4           | —       | 240                     | CC-DIC                                             | «Huillín»                                          | 1,7 años                                           |
| Airbus A321neo  | 4           | —       | 240                     | CC-DIF                                             | «Pingüino de Humboldt»                             | 1,1 años                                           |
| Airbus A321neo  | 4           | —       | 240                     | CC-DIS                                             | «Mono ardilla»                                     | 0,4 años                                           |
| Total           | 14          | —       | —                       | Edad media de la flota (agosto de 2025): 5,5 años. | Edad media de la flota (agosto de 2025): 5,5 años. | Edad media de la flota (agosto de 2025): 5,5 años. |